# مسئله سفره‌خانه

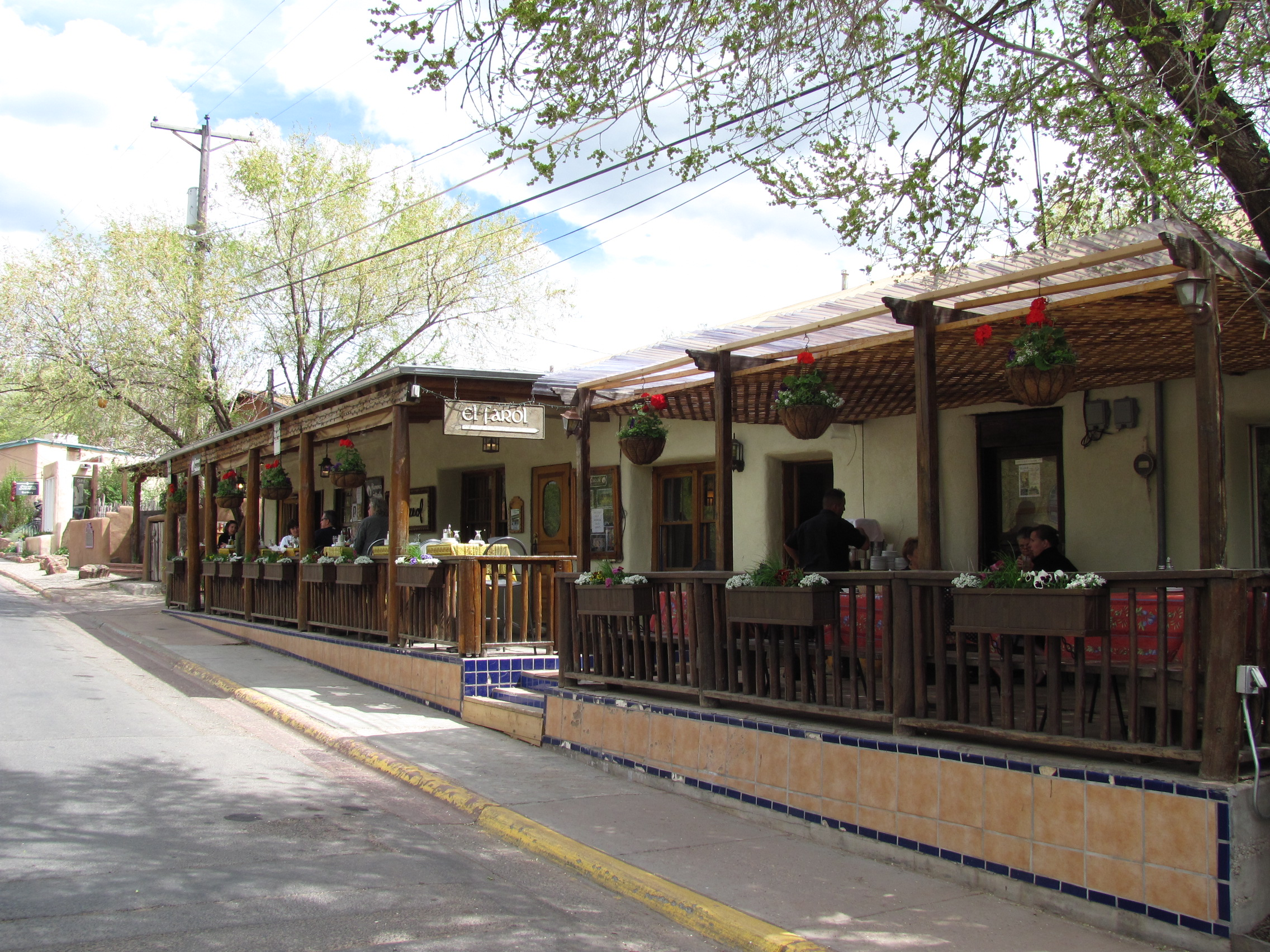
سفره خانه مسئله ای در نظریه بازی های ریاضیات است که در سفره خانه ها انجام می گردد.

مسئله سفره‌خانه مسئله‌ای در نظریه بازی‌ها بر اساس یک سفره‌خانه فرضی است. مسئله بدین صورت است که جمعیت محدودی از افراد وجود دارند. هر پنجشنبه شب، تمام این افراد قصد دارند که به این سفره خانه بیایند. اگرچه این مکان بسیار کوچک است و اگر جمعیت از حدی بیشتر شود ماندن در خانه بهتر از آمدن به این مکان می‌باشد. در حقیقت ترجیحات افراد را می‌توان به شکل زیر بیان کرد:
- اگر کمتر از ۶۰ درصد از جمعیت به سفره خانه بروند، همهٔ آن‌ها سود کرده‌اند و زمان بهتری در سفره خانه نسبت ماندن در خانه خواهند داشت.
- اگر بیشتر از ۶۰ درصد از جمعیت به سفره خانه بروند، تمام آن‌ها ضرر کرده‌اند و اگر در خانه می‌ماندند بیشتر به آن‌ها خوش می‌گذشت.

متأسفانه، تمام افراد در یک زمان باید همگی تصمیم بگیرند که آیا به سفره خانه می‌روند یا نه و هیچ‌کس نمی‌توانند صبر کنند تا ببینند بقیه افراد چه تصمیمی می‌گیرند و سپس تصمیم خود را بگیرد (البته بعد از اینکه تصمیم خود را گرفت از این که دیگران چه تصمیمی گرفته‌اند مطلع خواهد شد و می‌تواند از این تاریخچه برای تصمیم‌گیری بهتر در پنجشنبه‌های بعدی استفاده کند).
یکی از جنبه‌های مسئله این است که، فرقی نمی‌کند که هر شخص چه متدی را برای تصمیم‌گیری استفاده می‌کند اما اگر تمام افراد یک روش را انتخاب کنند به‌طور قطع همه شکست خواهند خورد. اگر همهٔ افراد از یک متد قطعی استفاده کنند آنگاه اگر طبق آن روش، نتیجه گرفته شود که سفره خانه خلوت خواهد بود آنگاه تمام افراد به سفره خانه می‌آیند و در نتیجه شلوغ خواهد شد و همه ضرر خواهند کرد. همچنین به صورت برعکس اگر نتیجه گرفته شود که سفره خانه شلوغ خواهد بود، هیچ‌کس به سفره خانه نخواهد رفت و خلوت خواهد ماند.
معمولاً راه حل اینگونه مسائل در نظریه بازی‌ها این است که به هر بازیکن اجازه داده شود که استراتژی توام(mixed strategy)داشته باشد. بدین معنی که هر انتخاب با احتمال خاصی انجام شود. در حالت تک مرحله ای مثال فوق، یک راه حل متقارن و یکتای تعادل نش وجود دارد که در آن تمام بازیکن‌ها با احتمال خاصی  انتخاب می‌کنند که به سفره‌خانه بروند؛ که این احتمال تابع تعداد بازیکن‌ها، ظرفیت سفره خانه و سودمندی نسبی رفتن به سفره خانه نسبت به ماندن در خانه در حالات مختلف است. همچنین تعادل نش چندگانه نیز برای این مسئله وجود دارد که در آن یک یا چند بازیکن از یک استراتژی مطلق (pure strategy) استفاده می‌کنند که البته این تعادلها متقارن نیستند. حالتهای دیگری نیز در. یافت می‌شوند.
در بعضی از نسخه‌های این مسئله، بازیکن‌ها اجازه دارند که قبل از تصمیم‌گیری با یکدیگر مشورت کنند، اگرچه فرض بر این نیست که هرکس حقیقت را بگوید.

## بازی اقلیت
یکی دیگر از نسخه‌های این بازی معروف به بازی اقلیت (minority game) است. در این بازی، تعداد فردی از بازیکن‌ها در هر نوبت باید به‌طور مستقل یکی از دو گزینه را انتخاب کنند.
بازیکنهایی که در سمتی که اقلیت آن را انتخاب کرده‌اند بازی را به پایان برسانند برندهٔ بازی هستند. در حالی که مسئلهٔ بیان شده در قسمت قبل اصالتاً برای آنالیز یک متد تصمیم‌گیری فرموله شده بود نه برای یک عقلانیت استنتاجی، اما بازی اقلیت حالتی از بازی را مد نظر قرار می‌دهد که در آن هیچ استراتژی قطعی و یگانه‌ای توسط تمام بازیکن‌های شرکت‌کننده در تعادل پذیرفته نمی‌شود. اجازه دادن به بازیکن‌ها برای انتخاب یک استراتژی توأم در یک مرحله از بازی اقلیت منجر به یک تعادل یکتا و متقارن نش (Nash) می‌شود که بدین معناست که هر بازیکنی با ۵۰ درصد یکی از گزینه‌ها را انتخاب می‌کند و به همین صورت تعادل چندگانه متقارن نخواهد بود.
در بازی اقلیت چندصحنه‌ای، اکثریت از بازی حذف می‌شوند تا جایی که تنها یک بازیکن باقی می‌ماند. در این نوع بازی‌ها نشان داده شده‌است که بازیکن‌ها بیشتر علاقه به مشارکت با یکدیگر دارند.